# Политическая система Французской Гвианы

Герб Французской Гвианы

Французская Гвиана не является отдельной территорией, а является одновременно заморским регионом и заморским департаментом Франции с теми же государственными учреждениями, что действуют и на материковой части страны. Административный центр — Кайенна.
Французский президент назначает префекта в Кайенне своим представителем во главе местного правительства Французской Гвианы, и тот осуществляет управление департаментом. На местном уровне управления ранее существовали Генеральный совет (19 членов) и Региональный совет (34 члена), избираемые населением Французской Гвианы. Генеральный совет и Региональный совет в 2016 году заменила Ассамблея Французской Гвианы.
С 2020 года префектом является Тьерри Кеффеле. Президентом Ассамблеи Гвианы с 2021 года является Габриэль Сервиль.
Жители Гвианы избирают одного сенатора и двух депутатов Национального собрания в парламент Франции. Первой женщиной, избранной в Сенат, стала Мари-Лора Финера-Орт в 2020 году.

## Политические партии
Основные политические партии:
- Социалистическая партия Гвианы (PCG), основана в 1956, лидер — Антуан Карам, близка к французской Соцпартии и РЛП;
- Демократические силы Гвианы (FDG), основана в 1989, лидер — Ж. Отили, близка к «Современным левым»;
- Движение за деколонизацию и социальную эмансипацию, основано в 1991, лидер — Ф. Канави, крайне левая партия, выступающая за независимость Гвианы;
- Валвари, основана в 1993, лидер — К. Тобира, близка к РЛП;
- Гвианское демократическое действие (ADG), лидер — А. Леканте;
- Объединение в поддержку республики (RPR), местные отделения;
- Союз политических партий Франции за французскую демократию (UDF).

В политике Французской Гвианы доминирует Социалистическая партия Гвианы, которая тесно связана с Социалистической партией Франции.

## Ключевые проблемы
Хронической проблемой Французской Гвианы является приток нелегальных иммигрантов и золотоискателей из Бразилии и Суринама. Граница между департаментом и Суринамом образована рекой Марони, которая протекает через тропический лес, и трудно патрулируется жандармерией и французским Иностранным легионом.
Французское правительство предприняло несколько этапов борьбы с незаконной добычей золота во Французской Гвиане, начиная с операции Anaconda, начавшейся в 2003 году, за которой последовали операции Harpie в 2008, 2009 годах и операция Harpie Reinforce в 2010 году. Полковник Франсуа Мюлле, командующий французской жандармерией Гвианы считает, что эти операции прошли успешно. Однако после их завершения бразильские золотоискатели, известные как garimpeiros, опять вернулись. Вскоре после начала операции Harpie Reinforce между французскими властями и garimpeiros произошёл вооружённый конфликт. 12 марта 2010 года группа французских солдат и пограничной полиции подверглась нападению, возвращаясь после успешной операции, в ходе которой «солдаты арестовали 15 garimpeiros, конфисковали три лодки и изъяли 617 граммов золота… на сумму около 22 317 долларов США». Garimpeiros вернулись, чтобы отбить потерянную добычу и своих коллег. «Солдаты произвели предупредительные выстрелы, но garimpeiros удалось отбить одну из своих лодок и около 500 граммов золота, то есть 20 процентов от всего количества, изъятого в 2009 году во время борьбы с незаконной добычей полезных ископаемых», — заявил на следующий день на пресс-конференции директор пограничной полиции Французской Гвианы Филипп Дюпорж.